# Итон, Стивен
Стивен Итон, или Эдон (англ. Stephen Eyton, лат. Stephanus Eitonus, Stephanus Aquaedunus, ум. 1320) — английский хронист, монах-августинец, каноник приората в Уортере (Ист-Райдинг-оф-Йоркшир), один из летописцев эпохи Эдуарда II (1307—1327).

## Жизнь и труды
Происхождение Стивена Итона неизвестно, судя по имени, он мог быть выходцем из деревни Эттон в Восточном Йоркшире, или же одного из поселений под названием Итон (англ. Eaton), существовавших в разных графствах средневековой Англии, в частности, в Бедфордшире, Беркшире, Восточном Чешире, Дербишире, Лестершире и др.
Служил каноником в приорате августинцев в Уортере близ Поклингтона (Ист-Райдинг-оф-Йоркшир), относившемся к Йоркской архиепархии.
Автор хроники «Деяния Эдуарда II» (лат. Acta regis Edwardi secundi), открывавшейся словами «Скорби после смерти всего мира» (лат. Post mortem toti mundo deflendam), которые, вероятно, являлись реакцией на острый кризис в Англии, сложившийся в результате разгрома королевской армии Робертом Брюсом при Бэннокберне (1314), последовавших вторжений шотландцев и катастрофических последствий «Великого голода» (1315—1321), которые в общественных и церковных кругах рассматривались как «божье наказание» за грехи непопулярного и безвольного короля.
Рукопись этого сочинения была найдена в Фаунтинском аббатстве цистерцианцев близ Рипона (Северный Йоркшир) известным поэтом и антикварием первой половины XVI века Джоном Лиландом, описавшим его в своём труде Collectanea (1533—1536) и отметившим его «учёный и варварский стиль», но позже была утрачена.